# Sobotište
Sobotište je naseljeno mjesto u okrugu Senica, u Trnavskom kraju, Slovačka. Naselje je 7 km udaljeno od Senice, glavnog grada okruga.

## Stanovništvo
| Godina:     | 1993. | 2003.   | 2013.   | 2023.   |
| ----------- | ----- | ------- | ------- | ------- |
| Broj ljudi: | 1611  | 1534    | 1496    | 1476    |
| Razlika:    |       | -4,77 % | -2,47 % | -1,33 % |

| Godina:     | 2022. | 2023.   |
| ----------- | ----- | ------- |
| Broj ljudi: | 1477  | 1476    |
| Razlika:    |       | -0,06 % |

Prema podacima o broju stanovnika iz 2022. godine naselje je imalo 1.477 stanovnika.

## Poznate osobe
- Bogoslav Šulek, hrvatski jezikoslovac, povjesničar, publicist i leksikograf slovačkoga podrijetla.

## Vanjske poveznice
- Službena stranica naselja (sl.)
- Krajevi i okruzi u Slovačkoj  Arhivirana inačica izvorne stranice od 2. svibnja 2024. (Wayback Machine)